# Pseudogaltara inexpectata
Pseudogaltara inexpectata är en fjärilsart som beskrevs av De Toulgoët 1979. Pseudogaltara inexpectata ingår i släktet Pseudogaltara och familjen björnspinnare. Inga underarter finns listade i Catalogue of Life.